# Басейн Чорного моря

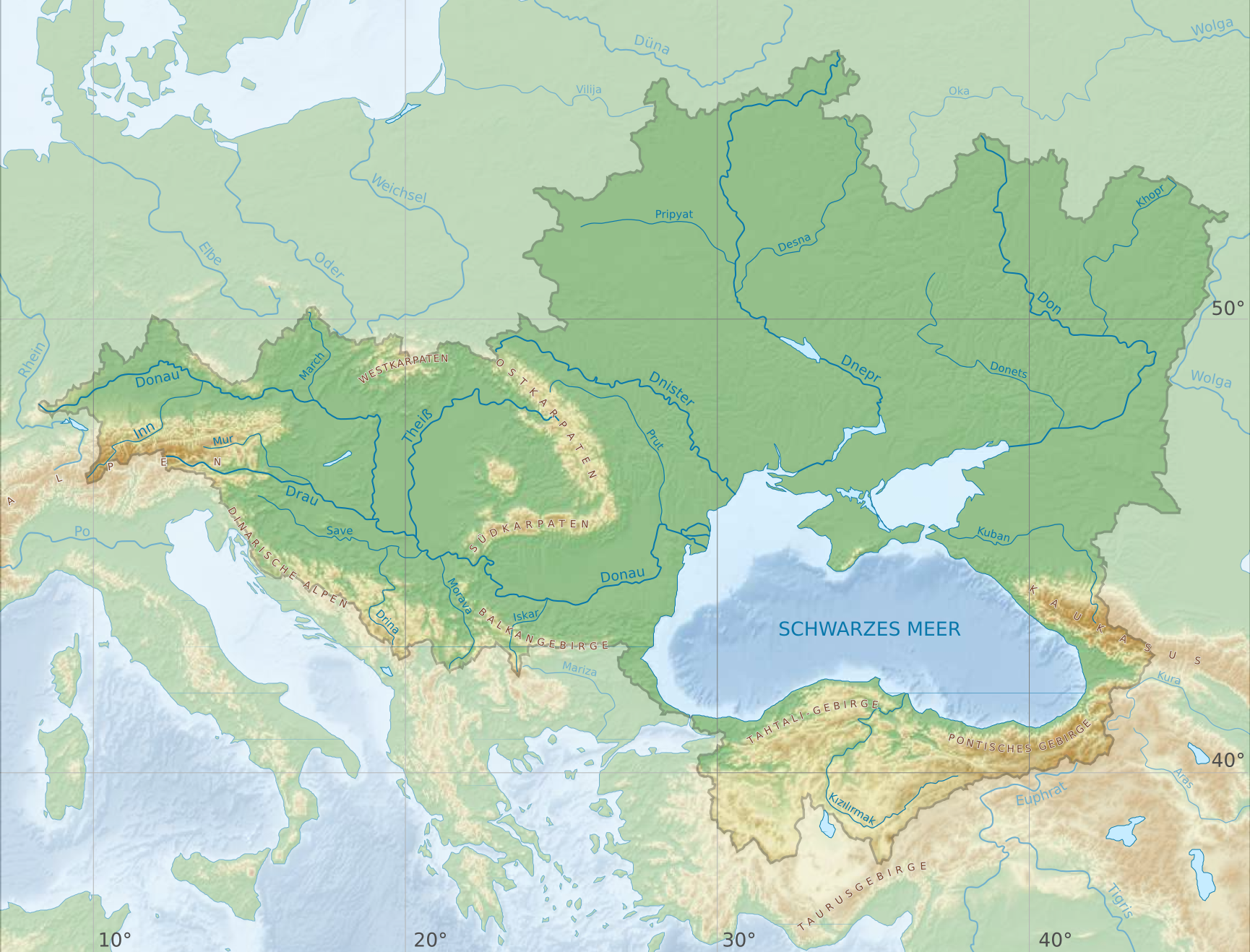
Води Чорного моря

Чорне море є однією з головних водойм на кордоні між Європою та Азією і є частиною Атлантичного океану. Він утворює територію, звідки вода тече безпосередньо в Чорне море  або через його притоки. Його межа утворена вододілом із сусідніми заболоченими територіями. На півдні це басейн Адріатичного моря, басейн Егейського моря, басейн Мармурового моря, басейн Середземного моря, басейн Перської затоки, а також безстічні басейни в Туреччині, на заході басейн Північного моря, на півночі басейн Балтійського і Азовського морів, на сході басейн Каспійського моря . Найвища точка гірського масиву 5201 м над рівнем моря м. Шхара на Кавказі .

## Суббасейн
| басейн                 | площа км² | найвища точка    | висота над рівнем морям | русло річки   | річковий стік в гирлі м³/с |
| ---------------------- | --------- | ---------------- | ----------------------- | ------------- | -------------------------- |
| Дунайський басейн      | 801 463   | Пік Берніна      | 4049,0                  | Дунай         | 6500,0                     |
| Басейн Дніпра          | 516 300   | Дзержинська гора | 345,0                   | Дніпро        | 1670,0                     |
| Басейн Кизил-Ірмак     | 77 100    | Гора Ерджіяс     | 3916,0                  | Кизил-Ірмак   | 184,0                      |
| Басейн Дністра         | 72 100    | Говерла          | 2061,0                  | Дністер       | 310,0                      |
| Вододіл Сакар'я        | 65 000    | Köroğlu Tepesi   | 2499,0                  | Сакар'я       | …                          |
| Басейн Південного Бугу | 63 700    | …                | 384,0                   | Південний Буг | 350,0                      |
| Басейн Єшілірмак       | 36 100    | Tekeli Dağı      | 2624,0                  | Єшиль-Ирмак   | 150,0                      |
| Вододіл Чороха         | 22 000    | Качкар(гора)     | 3937,0                  | Чорох         | 285,0                      |
| Басейн Ріоні           | 13 400    | …                | …                       | Ріоні         | 405,0                      |
| Басейн Інгурі          | 4060      | Шхара (гора)     | 5201,0                  | Інгурі        | 170,0                      |